# 分霊
分霊（ぶんれい、わけみたま）とは、神道・道教の用語で、本社の祭神を他所で祀る際、その神の神霊を分けたものを指す。

## 語法
分霊を他の神社に移すことを勧請（かんじょう）という。神道では、神霊は無限に分けることができ、分霊しても元の神霊に影響はなく、分霊も本社の神霊と同じ働きをするとされる。他の神社より祭神を勧請した神社を分祠（ぶんし）、分社（ぶんしゃ）、今宮（いまみや）などという。
勧請はその神の根源とされる神社（総本社・総本宮）から行われることが多い。分霊された神社（系列社）の社名は、勧請された神に因むことが多い。例えば稲荷神社の総本社は伏見稲荷大社であり、ほとんどの稲荷神社は伏見稲荷大社から神霊の勧請を受けている。
なお、分祀は、神社に複数の祭神が祀られる場合に、一部の祭神のみを他所に移して祀る分遷の意味でも使われる（例：伊太祁󠄀曽神社）。

### 勧請
勧請（かんじょう）、勸請または勸請（くゎんじゃう）は、本来は仏教用語であり、転法論請仏往世（仏に教えを請 (こ) い、いつまでも衆生を救ってくれるよう請願する）などのことをいった。日本では、その後諸佛・諸菩提・諸王・諸尊天を奉請することや、神仏習合により、神仏の霊を迎えての祈願を指すようになり、後に現在の意味に変化した。

## 神道の事例

### 八幡神社
八幡神社の総本社は宇佐神宮で、全国の八幡神社は宇佐神宮、または宇佐神宮から勧請を受けた石清水八幡宮、あるいはさらに石清水八幡宮から勧請を受けた鶴岡八幡宮のどれかから祭神の勧請を受けている。（例外、筥崎宮の元宮は大分八幡宮であり宇佐神宮からの勧請ではない）。

### 靖国神社
靖国神社について分祀を論じる者がいる。しかし、以下の様に分祀は、一部の祭神を他所に移しても、祭神は元の場所に存在し続けるとしている。
靖国神社は、上記の様な神霊観念である。

### 神田明神
神田明神は明治時代にそれまで祀っていた平将門を境内摂社に遷して、新たに少彦名命を祀った。なお、戦後になって平将門は本社へ復帰した。

## 降神・昇神
神札や御守に祭神の加護を加える降神も分霊の1つである。その逆は昇神で、それらや御神体から祭神の神霊にお帰り頂く事をいい、昇神によりそれらの物を左義長でお焚き上げが可能となる。仏教では降神を開眼（かいげん）、昇神を撥遣（はっけん）などという。

## 道教
道教でも分霊は広く行われ、例えば媽祖廟の事例としては、横浜媽祖廟は台湾の大天后宮（中国語：大天后宮）から分霊を受けていて、東京媽祖廟は湄州天后宮・北港朝天宮・南方澳南天宮（中国語：南方澳南天宮）から分霊されている。